# Wim
Wim is een jongensnaam die oorspronkelijk is ontstaan als variatie op Willem. Deze naam is afkomstig uit het Germaans en bestaat uit twee naamdelen "wil" (betekenis: "het willen, het streven") en "helm" (betekenis: "bedekker, beschermer").
De naam Wim komt ook voor op het leesplankje van Cornelis Jetses, dat op Nederlandse scholen werd gebruikt (het aap-noot-mies).

## Bekende naamdragers

### Belgische personen
- Wim Betz, arts en professor

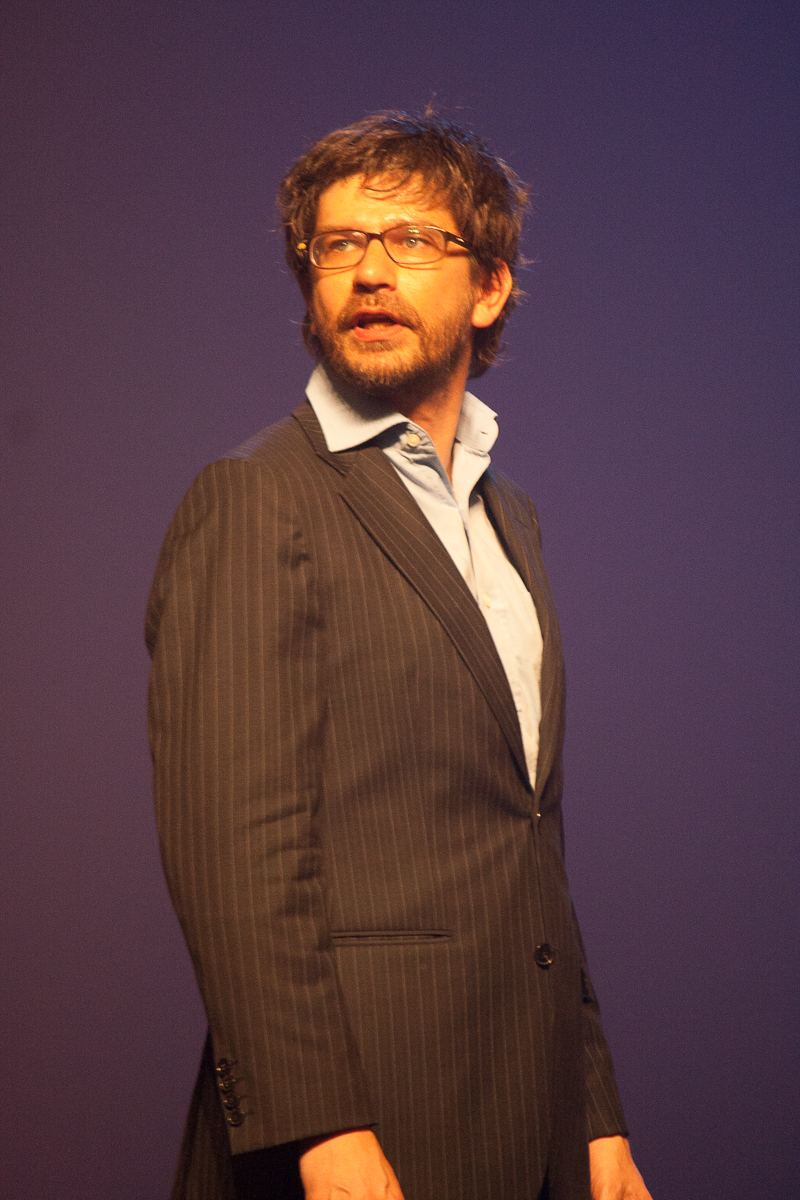
Wim Helsen

- Wim De Craene, zanger en componist
- Wim De Deyne, shorttracker
- Wim De Vilder, journalist en nieuwsanker
- Wim Delvoye, kunstenaar
- Wim Helsen, cabaretier en acteur
- Wim Lambrechts, veldrijder
- Wim Oosterlinck, radiopresentator
- Wim Opbrouck, acteur en zanger
- Wim Peters (acteur), acteur
- Wim Soutaer, zanger
- Wim Van Belleghem, roeier
- Wim Vandekeybus, choreograaf, regisseur, acteur en fotograaf
- Wim Vansevenant, wielrenner

### Nederlandse personen
- Willem (Wim) Aantjes, politicus
- Wim Albers, politicus
- Wim Anderiesen jr., voetballer
- Wim Bax, acteur

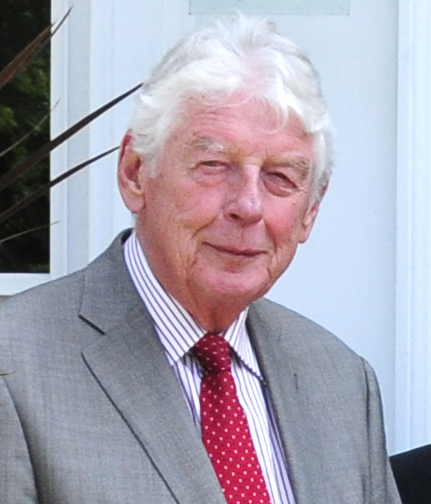
Wim Kok

- Wim de Bie, satiricus en schrijver
- Wim Bloemendaal, radiomaker
- Wim Boost, cartoonist, illustrator en politiek tekenaar
- Wim Bosboom, journalist en presentator
- Wim Chamuleau, onderwijskundige
- Wim Cornelis, politicus
- Wim Deetman, politicus
- Wim Duisenberg, politicus
- Wim Embregts, pinkstervoorganger en publicist
- Wim Grandia, voorganger
- Wim Hofman, schrijver
- Wim Kan, cabaretier
- Wim Kayzer, journalist, programmamaker en schrijver
- Wim Kieft, voetballer
- Wim Kok, politicus
- Wim Meijer (PvdA), politicus
- Wim Peters (atleet), atleet
- Wim Polak, politicus
- Wim Rigter, radiopresentator
- Wim Ruska, judoka
- Wim Sonneveld, cabaretier en zanger
- Wim T. Schippers, televisiemaker, radiomaker, schrijver en beeldend kunstenaar
- Wim Zomer, acteur

### Overige personen
- Wim Carbière, Surinaams ex-militair en ondernemer
- Wim Thoelke, Duits televisiepresentator
- Wim Wenders, Duits filmregisseur en documentairemaker